# Utrillas
Utrillas – gmina w Hiszpanii, w prowincji Teruel, w Aragonii, o powierzchni 39,82 km². W 2011 roku gmina liczyła 3238 mieszkańców.